# Shane Cameron
Shane Cameron (* 17. Oktober 1977 in Gisborne) ist ein neuseeländischer Boxer im Schwergewicht.

## Profikarriere
Cameron gewann seit 2004 mehrere Titel der Boxverbände WBA, IBF und WBO im jeweils pan-afrikanischen, pan-asiatischen und asia-pazifischen Raum. Dabei errang er teilweise auch Gürtel im Cruisergewicht.
Seit dem 5. Juli 2012 ist er WBO-Schwergewichtsmeister im asia-pazifischen und orientalen Raum. An diesem Tag besiegte er Monte Barrett etwas überraschend durch K. o. in der 4. Runde. Barrett seinerseits bezwang ein Jahr zuvor noch David Tua, gegen den Cameron 2009 noch chancenlos in Runde 2 verlor.